# Alegeri locale în România, 2000
Alegerile locale din 2000 din România au avut loc la data de 4 iunie 2000, iar turul al doilea s-a desfășurat la data de 18 iunie 2000. În cursa electorală s-au înscris 100 de partide, formațiuni politice, alianțe politice și 8.644 de candidați independenți.

## Primul tur
La primul tur al alegerilor locale, care s-a desfășurat la 4 iunie 2000, au avut drept de vot 17.601.489 de cetățeni, care și-au putut exprima opțiunea electorală la 14.998 secții de votare, din care 216 secții speciale, înființate în cele 42 de circumscripții electorale din țară.
Cetățenii cu drept de vot și-au exercitat acest drept, conform legii alegerilor locale, pentru desemnarea unui număr de: 2.954 primari, 39.718 consilieri locali și 1.718 consilieri județeni. 
Din cele 2.954 de posturi de primar, 84 erau de primari municipali (pentru care candidau 1.822 de persoane), 179 de primari ai orașelor (2.465 de candidați), 2.688 primari comunali (25.919 de candidați), 6 primari de sector. 
Pentru funcția de consilier municipal, pe cele 2.137 de locuri, s-au înscris 44.827 de candidați; pentru cea de consilier orășenesc candidau 46.007 de persoane, pentru 3.221 locuri; iar pentru cea de consilier comunal - 34.360 de mandate - candidau 343.515 de persoane.
Pentru cele 1.718 de locuri de consilieri județeni s-au înscris 35.108 persoane.

## Al doilea tur
Al doilea tur a fost organizat în 18 iunie 2000, având loc în 2.251 de circumscripții electorale.

## Rezultate
În urma alegerilor locale din 4 și 18 iunie, pentru primari, PDSR a obținut 1 051 de mandate (337 mandate la 4 iunie și 714 la 18 iunie), PD - 482 (96+386), ApR - 283 (30+253), PNL - 251 (39+212), Independenți - 159 (33+126), UDMR - 148 (38+ 110), CDR - 147 (22+125), PRM - 66 (5+61), PSDR - 62 (8+54), PNR - 55 (3+52), PSM - 51 (4+47), PUNR - 47 (5+42), PUR - 32 (3+29), UFD - 29 (1+28), PS - 19 (1+18), FER - 15 (1+14), PPDR - 9 (2+7).

## Situația pe județe și municipii

### Județul Iași
Consiliul Județean Iași
Președintele ales al CJ Iași este Lucian Flaișer (PDSR). 
Componența Consiliului Județean Iași (45 de consilieri):
|  | Partid | Consilieri | Componența Consiliului | Componența Consiliului | Componența Consiliului | Componența Consiliului | Componența Consiliului | Componența Consiliului | Componența Consiliului | Componența Consiliului | Componența Consiliului | Componența Consiliului | Componența Consiliului | Componența Consiliului | Componența Consiliului | Componența Consiliului | Componența Consiliului |
|  | ------ | ---------- | ---------------------- | ---------------------- | ---------------------- | ---------------------- | ---------------------- | ---------------------- | ---------------------- | ---------------------- | ---------------------- | ---------------------- | ---------------------- | ---------------------- | ---------------------- | ---------------------- | ---------------------- |
|  | PDSR   | 15         |                        |                        |                        |                        |                        |                        |                        |                        |                        |                        |                        |                        |                        |                        |                        |
|  | PMR    | 6          |                        |                        |                        |                        |                        |                        |                        |                        |                        |                        |                        |                        |                        |                        |                        |
|  | PD     | 5          |                        |                        |                        |                        |                        |                        |                        |                        |                        |                        |                        |                        |                        |                        |                        |
|  | CDR    | 4          |                        |                        |                        |                        |                        |                        |                        |                        |                        |                        |                        |                        |                        |                        |                        |
|  | PRM    | 4          |                        |                        |                        |                        |                        |                        |                        |                        |                        |                        |                        |                        |                        |                        |                        |
|  | PNL    | 4          |                        |                        |                        |                        |                        |                        |                        |                        |                        |                        |                        |                        |                        |                        |                        |
|  | ApR    | 4          |                        |                        |                        |                        |                        |                        |                        |                        |                        |                        |                        |                        |                        |                        |                        |
|  | UFD    | 3          |                        |                        |                        |                        |                        |                        |                        |                        |                        |                        |                        |                        |                        |                        |                        |

#### Municipiul Iași
Constantin Simirad (PMR) câștigă un nou mandat de primar al municipiului Iași după al doilea tur de scrutin.
| Candidați la Primăria Iași               | Candidați la Primăria Iași | Candidați la Primăria Iași | Candidați la Primăria Iași | Candidați la Primăria Iași | Candidați la Primăria Iași |
| Partid                                   | Candidat                   | Nr.voturi                  | %                          | Tur doi                    | %                          |
| ---------------------------------------- | -------------------------- | -------------------------- | -------------------------- | -------------------------- | -------------------------- |
| Partidul Moldovenilor din România        | Constantin Simirad         | 59.730                     | 48.70                      | 62.713                     | 57.51                      |
| Partidul Democrației Sociale din România | Traian Dobre               | 29.625                     | 24.15                      | 46.329                     | 42.48                      |
| Partidul Național Liberal                | Dan Cârlan                 | 11.241                     | 9.16                       |                            |                            |

Consiliul Local Iași
Consiliul local al municipiului Iași este compus din 31 de consilieri, împărțiți astfel:
|  | Partid | Consilieri | Componența Consiliului | Componența Consiliului | Componența Consiliului | Componența Consiliului | Componența Consiliului | Componența Consiliului | Componența Consiliului | Componența Consiliului | Componența Consiliului | Componența Consiliului |
|  | ------ | ---------- | ---------------------- | ---------------------- | ---------------------- | ---------------------- | ---------------------- | ---------------------- | ---------------------- | ---------------------- | ---------------------- | ---------------------- |
|  | PMR    | 10         |                        |                        |                        |                        |                        |                        |                        |                        |                        |                        |
|  | PDSR   | 7          |                        |                        |                        |                        |                        |                        |                        |                        |                        |                        |
|  | PRM    | 3          |                        |                        |                        |                        |                        |                        |                        |                        |                        |                        |
|  | PNL    | 3          |                        |                        |                        |                        |                        |                        |                        |                        |                        |                        |
|  | CDR    | 2          |                        |                        |                        |                        |                        |                        |                        |                        |                        |                        |
|  | UFD    | 2          |                        |                        |                        |                        |                        |                        |                        |                        |                        |                        |
|  | PD     | 2          |                        |                        |                        |                        |                        |                        |                        |                        |                        |                        |
|  | ApR    | 2          |                        |                        |                        |                        |                        |                        |                        |                        |                        |                        |

### Județul Suceava
Președintele Consiliului Județean ales este Gavril Mârza (PDSR)
Consiliul Județean Suceava
Componența Consiliului Județean Suceava (45 de consilieri)
|  | Partid | Consilieri | Componența Consiliului | Componența Consiliului | Componența Consiliului | Componența Consiliului | Componența Consiliului | Componența Consiliului | Componența Consiliului | Componența Consiliului | Componența Consiliului | Componența Consiliului | Componența Consiliului | Componența Consiliului | Componența Consiliului | Componența Consiliului | Componența Consiliului | Componența Consiliului |
|  | ------ | ---------- | ---------------------- | ---------------------- | ---------------------- | ---------------------- | ---------------------- | ---------------------- | ---------------------- | ---------------------- | ---------------------- | ---------------------- | ---------------------- | ---------------------- | ---------------------- | ---------------------- | ---------------------- | ---------------------- |
|  | PDSR   | 16         |                        |                        |                        |                        |                        |                        |                        |                        |                        |                        |                        |                        |                        |                        |                        |                        |
|  | PRM    | 4          |                        |                        |                        |                        |                        |                        |                        |                        |                        |                        |                        |                        |                        |                        |                        |                        |
|  | ApR    | 4          |                        |                        |                        |                        |                        |                        |                        |                        |                        |                        |                        |                        |                        |                        |                        |                        |
|  | PD     | 4          |                        |                        |                        |                        |                        |                        |                        |                        |                        |                        |                        |                        |                        |                        |                        |                        |
|  | CDR    | 4          |                        |                        |                        |                        |                        |                        |                        |                        |                        |                        |                        |                        |                        |                        |                        |                        |
|  | PNL    | 3          |                        |                        |                        |                        |                        |                        |                        |                        |                        |                        |                        |                        |                        |                        |                        |                        |
|  | ANCD   | 2          |                        |                        |                        |                        |                        |                        |                        |                        |                        |                        |                        |                        |                        |                        |                        |                        |
|  | PSDR   | 2          |                        |                        |                        |                        |                        |                        |                        |                        |                        |                        |                        |                        |                        |                        |                        |                        |
|  | PNR    | 2          |                        |                        |                        |                        |                        |                        |                        |                        |                        |                        |                        |                        |                        |                        |                        |                        |
|  | PPR    | 2          |                        |                        |                        |                        |                        |                        |                        |                        |                        |                        |                        |                        |                        |                        |                        |                        |
|  | PUNR   | 2          |                        |                        |                        |                        |                        |                        |                        |                        |                        |                        |                        |                        |                        |                        |                        |                        |

#### Municipiul Suceava
Marian Ionescu (PDSR) a câștigat mandatul de primar al municipiului după al doilea tur de scrutin.
| Candidați la Primăria Suceava            | Candidați la Primăria Suceava | Candidați la Primăria Suceava | Candidați la Primăria Suceava | Candidați la Primăria Suceava | Candidați la Primăria Suceava |
| Partid                                   | Candidat                      | Nr.voturi                     | %                             | Tur doi                       | %                             |
| ---------------------------------------- | ----------------------------- | ----------------------------- | ----------------------------- | ----------------------------- | ----------------------------- |
| Partidul Democrației Sociale din România | Marian Ionescu                | 12.991                        | 35.02                         | 17.084                        | 53.27                         |
| Partidul Democrat                        | Gheorghe Iacob                | 4.162                         | 11.22                         | 14.981                        | 46.72                         |
| Partidul Național Liberal                | Constantin Sofroni            | 4.035                         | 10.88                         |                               |                               |

Consiliul Local Suceava
Componența Consiliului Local Suceava (25 de consilieri):
|  | Partid | Consilieri | Componența Consiliului | Componența Consiliului | Componența Consiliului | Componența Consiliului | Componența Consiliului | Componența Consiliului | Componența Consiliului | Componența Consiliului |
|  | ------ | ---------- | ---------------------- | ---------------------- | ---------------------- | ---------------------- | ---------------------- | ---------------------- | ---------------------- | ---------------------- |
|  | PDSR   | 8          |                        |                        |                        |                        |                        |                        |                        |                        |
|  | PD     | 4          |                        |                        |                        |                        |                        |                        |                        |                        |
|  | PRM    | 4          |                        |                        |                        |                        |                        |                        |                        |                        |
|  | ApR    | 3          |                        |                        |                        |                        |                        |                        |                        |                        |
|  | CDR    | 3          |                        |                        |                        |                        |                        |                        |                        |                        |
|  | PNL    | 3          |                        |                        |                        |                        |                        |                        |                        |                        |

### Municipiul București
Primarul general al municipiul București este Traian Băsescu din al doilea tur.
| Candidați la Primăria Generală București | Candidați la Primăria Generală București | Candidați la Primăria Generală București | Candidați la Primăria Generală București | Candidați la Primăria Generală București | Candidați la Primăria Generală București |
| Partid                                   | Candidat                                 | Nr.voturi                                | %                                        | Tur doi                                  | %                                        |
| ---------------------------------------- | ---------------------------------------- | ---------------------------------------- | ---------------------------------------- | ---------------------------------------- | ---------------------------------------- |
| Partidul Democrat                        | Traian Băsescu                           | 108.862                                  | 17.18                                    | 362.853                                  | 50.68                                    |
| Partidul Democrației Sociale din România | Sorin Oprescu                            | 260.689                                  | 41.16                                    | 353.038                                  | 49.31                                    |
| Convenția Democrată Română               | Călin Cătălin Chiriță                    | 104.719                                  | 16.53                                    |                                          |                                          |

Consiliul General al Municipiului București
Componența Consiliului General al Municipiului București este de 65 de consilieri:
|  | Partid | Consilieri | Componența Consiliului | Componența Consiliului | Componența Consiliului | Componența Consiliului | Componența Consiliului | Componența Consiliului | Componența Consiliului | Componența Consiliului | Componența Consiliului | Componența Consiliului | Componența Consiliului | Componența Consiliului | Componența Consiliului | Componența Consiliului | Componența Consiliului | Componența Consiliului | Componența Consiliului | Componența Consiliului | Componența Consiliului | Componența Consiliului | Componența Consiliului | Componența Consiliului | Componența Consiliului | Componența Consiliului | Componența Consiliului | Componența Consiliului | Componența Consiliului | Componența Consiliului |
|  | ------ | ---------- | ---------------------- | ---------------------- | ---------------------- | ---------------------- | ---------------------- | ---------------------- | ---------------------- | ---------------------- | ---------------------- | ---------------------- | ---------------------- | ---------------------- | ---------------------- | ---------------------- | ---------------------- | ---------------------- | ---------------------- | ---------------------- | ---------------------- | ---------------------- | ---------------------- | ---------------------- | ---------------------- | ---------------------- | ---------------------- | ---------------------- | ---------------------- | ---------------------- |
|  | PDSR   | 28         |                        |                        |                        |                        |                        |                        |                        |                        |                        |                        |                        |                        |                        |                        |                        |                        |                        |                        |                        |                        |                        |                        |                        |                        |                        |                        |                        |                        |
|  | CDR    | 10         |                        |                        |                        |                        |                        |                        |                        |                        |                        |                        |                        |                        |                        |                        |                        |                        |                        |                        |                        |                        |                        |                        |                        |                        |                        |                        |                        |                        |
|  | PD     | 8          |                        |                        |                        |                        |                        |                        |                        |                        |                        |                        |                        |                        |                        |                        |                        |                        |                        |                        |                        |                        |                        |                        |                        |                        |                        |                        |                        |                        |
|  | PRM    | 5          |                        |                        |                        |                        |                        |                        |                        |                        |                        |                        |                        |                        |                        |                        |                        |                        |                        |                        |                        |                        |                        |                        |                        |                        |                        |                        |                        |                        |
|  | UFD    | 4          |                        |                        |                        |                        |                        |                        |                        |                        |                        |                        |                        |                        |                        |                        |                        |                        |                        |                        |                        |                        |                        |                        |                        |                        |                        |                        |                        |                        |
|  | PNL    | 4          |                        |                        |                        |                        |                        |                        |                        |                        |                        |                        |                        |                        |                        |                        |                        |                        |                        |                        |                        |                        |                        |                        |                        |                        |                        |                        |                        |                        |
|  | ApR    | 2          |                        |                        |                        |                        |                        |                        |                        |                        |                        |                        |                        |                        |                        |                        |                        |                        |                        |                        |                        |                        |                        |                        |                        |                        |                        |                        |                        |                        |
|  | PNG    | 2          |                        |                        |                        |                        |                        |                        |                        |                        |                        |                        |                        |                        |                        |                        |                        |                        |                        |                        |                        |                        |                        |                        |                        |                        |                        |                        |                        |                        |
|  | PPR    | 2          |                        |                        |                        |                        |                        |                        |                        |                        |                        |                        |                        |                        |                        |                        |                        |                        |                        |                        |                        |                        |                        |                        |                        |                        |                        |                        |                        |                        |